# Придорожная (Демянский район)
Придорожная (Придорожное) — деревня в Демянском муниципальном районе Новгородской области, входит в состав Жирковского сельского поселения.

## География
Деревня расположена в 3 км к югу от Демянска, у автодороги Р50, в междуречье Пасецкой реки и Болдырьки (приток Меглинки), на востоке сельского поселения, к юго-востоку от административного центра сельского поселения — деревни Жирково.

## История
Деревня Придорожная образовалась как населённый пункт при кирпичном заводе, зарегистрирована решением Новгородского облисполкома № 113 от 28 февраля 1972 года в Тарасовском сельсовете.
После прекращения деятельности Тарасовского сельского Совета в начале 1990-х стала действовать Администрация Тарасовского сельсовета, которая была упразднена в начале 2006 года и деревня Придорожная, по результатам муниципальной реформы была административным центром муниципального образования — Тарасовское сельское поселение Демянского муниципального района (местное самоуправление), по административно-территориальному устройству была подчинена администрации Тарасовского сельского поселения Демянского района. С 12 апреля 2010 года, после упразднения Тарасовского сельского поселения, деревня вошла в состав Жирковского сельского поселения.

## Население
| 2002 | 2010 |
| ---- | ---- |
| 4    | ↘1   |

### Национальный состав
По переписи населения 2002 года, в деревне Придорожная проживали 4 человека (75 % русские)

## Экономика
Пилорама ООО «Спецстрой».